# Chaetostoma tachiraense
Chaetostoma tachiraense är en fiskart som beskrevs av Schultz, 1944. Chaetostoma tachiraense ingår i släktet Chaetostoma och familjen Loricariidae. Inga underarter finns listade i Catalogue of Life.